# Glaucium arabicum
Glaucium arabicum es una especie de planta fanerógama perteneciente a la familia Papaveraceae. Es originaria de Egipto, Palestina, Irak.

## Descripción
Es una  hierba perenne glauca, pilosa que alcanza un tamaño de hasta 10-30 cm con tallos simples o ramificados. Las hojas son densamente peludas; las hojas inferiores miden 3-10 cm, pinnatipartidas, con lóbulos obovados-oblongos, con márgenes dentados; mientras que las hojas intermedias y superiores son de 2-4 cm, y juntas. Las flores son amarillas con pétalos y sépalos papilloso-peludos. El fruto es una cápsula peludas para  glabra que alcanza hasta 8-15 cm.

## Propiedades
Es utilizada en la medicina tradicional por su principio activo el alcaloide allocriptopina.

## Taxonomía
Glaucium arabicum  fue descrita por Johann Baptist Georg Wolfgang Fresenius y publicado en Museum Senckenbergianum 1: 174. 1833.
Etimología
Glaucium: nombre genérico que deriva del griego "glaucous" que significa "glauco, grisáceo".
arabicum: epíteto geográfico que alude a su localización en Arabia.
Sinonimia
- Glaucium arabicum var. gracilescens Fedde
- Glaucium corniculatum var. arabicum (Fresen.) Kuntze	[4]